# Святой Саркис
Святой Сарки́с (арм. Սարգիս, от лат. Sergius; ум. в 362—363) — раннехристианский воин-мученик, почитающийся только в Армянской церкви. Был военачальником римской армии. День святого Саркиса является одним из национальных праздников Армении и празднуется за 64 дня до Пасхи (выпадает на субботу между 18 января и 23 февраля).

## Биография
Св. Саркис родился в провинции Гамерек. Будучи полководцем при войске императора Константина Великого, совершил множество ратных подвигов. За мужество и отвагу император назначил Саркиса князем и спарапетом (стратилатом — главнокомандующим армянской армией) в граничащей с Арменией Каппадокии. Он был не только превосходным военачальником, но и видным христианским проповедником. С позволения императора в городах, находящихся под его господством, св. Саркис разрушал языческие капища, строил церкви, распространял христианство. Неся Слово Божие, обратил немало своих воинов из язычества в христианство. Однако, когда императорскую власть получил Юлиан II Отступник, то св. Саркис, как и многие воины-христиане, впал в немилость.
Когда во времена императора Юлиана Отступника (360—363) начались гонения на христиан, св. Саркис вместе со своим сыном Мартиросом покинул пределы империи и нашел убежище в Армении, где царствовал царь Тиран, внук Трдата Великого. Получив известие о том, что император Юлиан с большим войском движется на Персию, и стремясь избежать опасности вторжения в свои земли, армянский царь уговаривает Саркиса перейти на службу к Шапуху.
Шах предложил ему должность главнокомандующего войсками, но потребовал, чтобы Саркис стал огнепоклонником и совершал языческие жертвоприношения. Саркис наотрез отказался, заявив: «Поклоняться следует только истинному Богу — Святой Троице, — Который сотворил небо и землю. А огонь и идолы вовсе не боги, так как созданный из праха человек может их уничтожить».
После этих слов Саркис сокрушил статую языческого идола. Разъяренная толпа набросилась на Саркиса и его сына. Мартирос был обезглавлен, а Саркис заточен в тюрьму и вскоре тоже обезглавлен. За христианскую веру погибли и четырнадцать его воинов. Верующие люди похоронили тела мучеников в городе Амии.
Для армян св. Саркис — один из самых любимых Святых. Не случайно Св. Месроп Маштоц перенес мощи св. Саркиса в Карби-Уши (Аштаракского округа), где вскоре была построена и освящена церковь в честь св. Саргиса.

## Предания
Про Св. Саркиса существует множество преданий. Вот некоторые из них:

### Про ашуга Гариба
Эта история  известна по сказке, записанной М. Ю. Лермонтовым, «Ашик-Кериб». 
Рассказывается, что бедный ашуг Гариб любил Шах-Санаме – дочь одного богача. Девушка тоже любила его, но Ашуг был беден, и отец девушки был против их брака, так как прочил её в жёны богатому человеку. Тогда Ашуг Гариб решил отправиться в чужие края и там честным трудом заработать себе состояние. Но перед этим он заручился клятвой своей возлюбленной, что та семь лет будет ждать его. Он поставил ей условие, что если опоздает с возвращением хотя бы на один день, то она вольна выйти замуж за другого по желанию отца.
Трудные семь лет провёл Ашуг Гариб на чужбине. Будучи лишенным возможности видеть свою красавицу, не имея никакой весточки о ней, он всё же не отчаивался, а с тоской и надеждой ждал того дня, когда они снова встретятся, создадут семью и вместе проживут счастливую жизнь.
Семь лет подряд, трудясь день и ночь, Ашуг Гариб сумел накопить состояние и пустился в путь домой. На пути он столкнулся с многими трудностями и испытаниями. Казалось, что вот-вот надежда покинет Ашуга, что он не поспеет к любимой девушке. Встревоженный всем этим, он чистым сердцем и пламенной душой в молитве обратился к Св. Саргису, прося у быстрого заступника помощи. Св. Саркис, вняв молитве влюблённого Ашуга, сразу явился ему в вихре пурги на белоснежном быстром скакуне, посадил его на круп коня и в одно мгновение домчал к Шах-Санаме. Тогда отец девушки, видя твёрдость Ашуга Гариба, совершившееся чудо и чистую их любовь и преданность друг другу, благословил их союз.

### Про любовь девушки
Когда отряд во главе с Саркисом вернулся домой после того, как одержал победу над врагами, их пригласили отпраздновать это в королевском дворце. Усталые воины обильно и сытно поужинали, и, как водится, выпили за победу немало кувшинов доброго армянского вина. После ужина воины отправились спать, а император-отступник, который ненавидел христиан, приказал сорока молодым девушкам убить солдат во сне. Все они выполнили приказ царя, кроме одной. Девушка, пленённая красотой юноши, поцеловала Саркиса и тот проснулся. Увидев, что император предал своих же солдат, полководец оседлал коня и, взяв с собою девушку, вырвался из города. Так любовь спасла жизнь.

### Про царя Ушаба
Царь иноверцев Ушаб отдал приказ, чтобы армяне отступились от христианской веры и стали поклоняться огню и солнцу. Но они не подчинились.      Царь приказал взять в плен этих людей и силой заставить отречься от своей веры. Весть о расправе дошла до Св. Саркиса. Он собрал армию и напал на войско Ушаба. Узнав о поражении, царь приказал немедленно поймать Саркиса и разрубить на куски. И что же? Св. Саркис загремел как туча, стал метать молнии, разрушил все крепости Ушаба и освободил заключенных там армян.

## День святого Саркиса и народные поверия
День святого Саркиса, покровителя молодых влюблённых, официально отмечают в Армении начиная с 2007 года.
Празднику св. Саркиса предшествует Передовой пост, утвержденный св. Григорием Просветителем. Пост длится пять дней.
По полуязыческим повериям, в ночь перед праздником св.Саркиса молодые едят соленый блин, после этого ничего не едят и не пьют и ожидают откровение во сне: кому предназначена какая невеста (или жених). К этому дню относится ещё один обычай: в последнюю ночь Передового поста (в феврале) Саркис со своей возлюбленной посещает дома всех армян. Для него выставляют на крышах домов или за дверями муку из жареной пшеницы (похиндз) или кашу из неё. Обнаружить утром на муке или каше след копыта коня Саркиса считается очень добрым знаком. Саркис, собирая дары и угощения, одновременно навевает девушкам и юношам вещие сны, в которых показывает им будущих супругов.
В этот день влюблённые дарят друг другу открытки, цветы и сладости.
В день праздника в церквях, носящих имя св. Саркиса, служится Св. Литургия, вслед чего будет проведён обряд благословления молодых.
Св. Саркис также всегда содействует тем людям, кто влюблён и которые возносят ему молитвы о помощи (оттого Саркиса нередко называют «осуществляющим заветную мечту»).